# U.N. Ro-Ro
La U.N. Ro-Ro Işletmeleri A.Ş. è stata una compagnia di navigazione turca di trasporto per mezzo di traghetti merci.
Nel 1994 divenne una delle compagnie Ro-Ro più veloci del Mediterraneo. Dal 2001 al 2013 la compagnia si è espansa col costante arrivo nuovi Ro-Ro, sempre costruiti dal cantiere Flensburger Schiffbau-Gesellschaft fino ad arrivare a 12 navi nel 2013.
Nell'aprile del 2018 la compagnia danese DFDS, acquista la compagnia turca per circa 950 milioni. Nell'operazione è compreso anche il terminal della Samer Seaports&Terminals all'interno del porto di Trieste.

## Flotta[2]
| Nome             | Anno di costruzione | IMO     | Lunghezza (m)             | Capacità di carico (Semitrailer) | Velocità in nodi | Bandiera | Metri lineari di carico     | Situazione attuale |
| ---------------- | ------------------- | ------- | ------------------------- | -------------------------------- | ---------------- | -------- | --------------------------- | --- |
| UND Akdeniz      | 2000                | 9207998 | 193                       | 160                              | 21,5             |          | 2700                        | Acquistata a luglio 2005 da Norfolkline e rinominata Maersk Vlaardingen. Nel gennaio 2010 è stata acquistata da Cotunav e rinominata Amilcar |
| UND Karadeniz    | 2000                | 9207998 | 193                       | 160                              | 21,5             |          | 2700                        | Acquistata a novembre 2005 da Norfolkline e rinominata Maersk Voyager, a marzo 2010 da Cotunav e rinominata Elyssa                           |
| UND Ege          | 2001                | 9215476 | 193                       | 200                              | 21,5             |          | 3214                        | Oggi Gallipoli Seaways |
| UND Adriyatik    | 2001                | 9215488 | 193                       | 200                              | 21,5             |          | 3214                        | Distrutta in un incendio il 6 febbraio 2008                                                                                                  |
| UND Atilim       | 2002                | 9242388 | 193                       | 200                              | 21,5             |          | 3214                        | Oggi Cappadocia Seaways |
| UND Birlik       | 2002                | 9242390 | 193                       | 200                              | 21,5             |          | 3214                        | Oggi Olympos Seaways |
| Saffet Ulusoy    | 2005                | 9293416 | 193                       | 240                              | 21,5             |          | 3735                        | Oggi Assos Seaways |
| UN Marmara       | 2005                | 9293428 | 193                       | 240                              | 21,5             |          | 3735                        | Oggi Artemis Seaways |
| UN Pendik        | 2005                | 9322425 | 193                       | 240                              | 21,5             |          | 3735                        | Oggi Aspendos Seaways |
| UN Trieste       | 2006                | 9322437 | 193                       | 240                              | 21,5             |          | 3735                        | Oggi Dardanelles Seaways |
| UN Akdeniz       | 2008                | 9356737 | 223 (originariamente 193) | 300 (originariamente 240)        | 21,5             |          | 4605 (originariamente 3735) | Allungata a marzo 2017 e successivamente ribattezzata Zeugma Seaways                                                                         |
| UN Karadeniz     | 2008                | 9356749 | 223 (originariamente 193) | 300 (originariamente 240)        | 21,5             |          | 4605 (originariamente 3735) | Allungata a settembre 2018 e successivamente ribattezzata Sumela Seaways                                                                     |
| Cuneyt Solakoglu | 2009                | 9422122 | 223 (originariamente 193) | 300 (originariamente 240)        | 21,5             |          | 4605 (originariamente 3735) | Allungata nell'autunno del 2017 e successivamente ribattezzata Myra Seaways                                                                  |
| Cemil Bayulgen   | 2010                | 9422134 | 223 (originariamente 193) | 300 (originariamente 240)        | 21,5             |          | 4605 (originariamente 3735) | Allungata a dicembre 2018 e successivamente ribattezzata Galata Seaways                                                                      |
| UN Istanbul      | 2013                | 9506277 | 208                       | 280                              | 21,5             |          | 4094                        | Oggi Pergamon Seaways |

## Rotte
- Pendik - Bari[3] - Trieste
- Tekirdağ - Trieste
- Mersin - Trieste
- Pendik - Tolone